# Ombyte förnöjer
Ombyte förnöjer är en svensk film från 1939 efter pjäsen Ehe in Dosen av Leo Lenz och Robert Arthur Schönherr.

## Handling
En kompositör bor i en villa utanför Stockholm med fru, hembiträde och hund. Han försöker komponera, men blir hela tiden störd och ser fram mot skilsmässan. 
En farbror som är advokat kommer på besök och föreslår en provseparering på ett år. De träffas igen på hans födelsedag och tillbringar natten tillsammans, men hon lämnar honom igen efteråt. 
Ett år senare kommer en kvinna på besök tillsammans med en tremånaders pojke, resultatet från kärleksnatten. En vecka senare kommer även hustrun och paret försonas.

## Om filmen
Filmen är inspelad i Filmstaden, Solna och hade premiär 22 mars 1939 på Spegeln Stockholm. Den har även visats i Sveriges Television. Filmen var vid premiären tillåten från 15 år.
Melodin Aj, aj, aj, vilken röd liten ros, vilken Tutta Rolf sjöng i filmen, blev en stor framgång och spelades in på skiva av bland annat Ulla Billquist (Columbia), Walter Larsson (Telefunken), Evert Granholm (Cameo), Harry Brandelius (Husbondens röst) och Hilmer Borgeling (Sonora). Den spelades också in i Danmark under titeln Aj, aj, aj, hvilken kærlighedssang och i Norge som Pepito-ai-ai-ai for en rose så fin.

## Roller
- Tutta Rolf - Vera Ivanow
- Per Aabel - Gregor Ivanow, hennes man, kompositör
- Elsa Burnett - Monica Falk, operettprimadonna
- Ernst Eklund - farbror Ludvig, advokat
- Anna-Lisa Baude - Maria, hembiträde hos Ivanows
- Carl-Gunnar Wingård - nattportiern

### Ej krediterade
- Wiktor "Kulörten" Andersson - Karlsson, betjänt hos Ivanows
- Julia Cæsar - telefonist
- Georg Fernquist - Elinder, skräddaren
- Stina Sorbon - gäst på födelsedagsfesten
- Allan Bohlin - gäst på födelsedagsfesten
- Ulla Sorbon - gäst på födelsedagsfesten
- Gunnar Sjöberg - gäst på födelsedagsfesten
- George Fant - gäst på födelsedagsfesten
- Wiola Brunius - gäst på födelsedagsfesten
- Eric von Gegerfelt - gäst på födelsedagsfesten
- Kotti Chave - gäst på födelsedagsfesten
- Britta Petschler - gäst på födelsedagsfesten
- Irma Ek - gäst på födelsedagsfesten
- David Erikson - gäst på födelsedagsfesten
- Anna-Lisa Hydén - gäst på födelsedagsfesten
- Eivor Landström - hembiträde hos Monica Falk
- Olle Sahlin - dubbar David Eriksons gitarrspel

### Musik i filmen
- Margona, kompositör Jules Sylvain, text Jokern, instrumental
- Still ruht der See, kompositör och text Heinrich Pfeil, instrumental
- Aj, aj, aj vilken röd liten ros, kompositör Jules Sylvain, text Gösta Stevens, sång Tutta Rolf
- Gitarrita, kompositör Nils "Banjo-Lasse" Larson, instrumental
- Ach, du lieber Augustin, instrumental.